# Литвинчук Дмитро Юрійович
Дмитро́ Ю́рійович Литвинчу́к (14 березня 1992 — 25 листопада 2017) — сержант Збройних сил України, учасник російсько-української війни.

## Життєпис
Народився 1992 року в селі Крученець (Черняхівський район, Житомирська область). 2009 року закінчив Селянщинський спортивний ліцей та вступив до ЖДУ імені Івана Франка на факультет фізичного виховання та спорту. Ше в часі проходження практики викладав фізичну культуру в Селянщині. 2014 року закінчив навчання
У війську з 2014 року, служив в 20-му центрі ремонту засобів зв'язку та радіотехнічного забезпечення - на посаді начальника радіостанції відділення зв’язку та радіотехнічного забезпечення. Після загибелі, у червні 2014-го, кращого друга, десантника Олександра Голяченка, постійно прагнув поїхати в зону боїв. У вересні 2014-го підписав контракт з 95-ю бригадою; сержант, начальник радіостанції 2-го десантно-штурмового батальйону, розвідник-далекомірник. 
25 листопада 2017 року загинув в обідню пору від кулі снайпера біля одного з опорних пунктів поблизу смт Верхньоторецьке; снайпер не давав витягнути пораненого Дмитра, він помер від крововтрати. Намагаючись врятувати сержанта Литвинчука, смертельного поранення зазнав молодший сержант Максим Перепелиця.
Похований в селі Крученець.
Без Дмитра лишились батьки й молодша сестра.

## Нагороди та вшанування
- указом Президента України № 42/2018 від 26 лютого 2018 року «за особисту мужність і самовіддані дії, виявлені у захисті державного суверенітету та територіальної цілісності України, зразкового виконання військового обов'язку» — нагороджений орденом «За мужність» III ступеня[1]
- 17 березня 2018  року на будівлі штабу військової частини А1724 в містечку Озерне відкрито меморіальну дошку полеглому в боях за Україну сержанту Дмитру Литвинчуку
- 29 жовтня 2018 року на фасаді Селянщинського спортивного ліцею встановлено меморіальну дошку пам'яті Дмитра Литвинчука.